# Schwenckia filiformis
Schwenckia filiformis är en potatisväxtart som beskrevs av Erik Leonard Ekman och Ignatz Urban. Schwenckia filiformis ingår i släktet Schwenckia och familjen potatisväxter. Inga underarter finns listade i Catalogue of Life.